# Istyp
Termen istyp då den används vid långfärdsskridskoåkning är en karaktärisering av en viss typ av is. Karaktäriseringen kan göras mycket personlig vid ett visst tillfälle (exempelvis "den där ljusa isen som ligger i skugglägen där skridskon lätt skär igenom"), men genom långfärdsskridskoåkningens utveckling har en rad olika istyper med gemensam benämning bland långfärdsskridskoåkare växt fram. Detta p.g.a. att istypen förekommer upprepade gånger och har intressanta egenskaper som till exempel
- uppkomst
- bärighet
- hårdhet vid varm väderlek
- lätthet för isbedömning

## Olika istyper
Den is som uppstår i rent vatten kallas kärnis. Andra grundläggande istyper är snöis och kravis.
Genom temperaturskiftningar och olika typer av nederbörd kan från de grundläggande istyperna andra istyper bildas, exempelvis stöpis, våris eller överis.

### Överis
Överis, även kallad dubbelis, är en istyp som uppstår av att vatten samlas ovanpå en bärig is, och sedan fryser vattnets översta skikt och bildar ett tunt, icke-bärigt islager över den tjockare isen, med vatten emellan. För skridskoåkare kan det vara farligt om överis dyker upp överraskande, eftersom skridskorna då bromsas kraftigt när de skär igenom detta tunna lager, varpå åkaren kan ramla omkull. Även om överisen inte kommer överraskande kan alltför mycket överis göra skridskoåkning onjutbar eller till och med omöjlig.
Om det är luft istället för vatten mellan de två islagren kallas det översta tunna islagret för glasis, eftersom det låter lite som när glas krossas då man åker igenom det.